# Senegalia
Сенегалія (Senegalia) — рід покритонасінних рослин родини бобових (Fabaceae).

## Класифікація
До 2005 року види сенегалії належали до Acacia. Дослідження молекулярної філогенетики ще не завершені, тому рід поповнюється новими видами.

## Практичне використання
До роду належить їстівна рослина Senegalia pennata.